# Abdijvorstendom Stavelot-Malmedy
Het abdijvorstendom Stavelot-Malmedy of abdijprinsdom Stavelot-Malmedy (Duits: Stablo-Malmedy) was van de 12e eeuw tot 1795 een klein zelfstandig abdijvorstendom in het huidige België. Het gebied werd geregeerd door de abt van de rijksabdij Stavelot-Malmedy, die als geestelijk vorst zitting had in de Rijksdag van het Heilige Roomse Rijk. Daarbinnen behoorde het gebied tot de Nederrijns-Westfaalse Kreits. In Stavelot-Malmedy waren de geestelijke en wereldlijke macht in één hand verenigd, net zoals dat het geval was bij de rijksabdij Thorn en het prinsbisdom Luik.

## Geschiedenis
Rond het jaar 648 stichtte de hofmeier Grimoald de Abdij van Malmedy en in 651 de Abdij van Stavelot. De monniken waren leden van de Benedictijnerorde. De kloosters kregen grondbezit in de Ardennen van de Frankische koning Sigibert III. Door uitbreidingen van het grondgebied werd Stavelot het geografische centrum en de hoofdstad van het gebied.
De Abdij van Stavelot behoorde tot het bisdom Luik en de Abdij van Malmedy tot het aartsbisdom Keulen. Aartsbisschop Anno II van Keulen (ca.1010-1075) maakte enige tijd ook aanspraak op de Abdij van Malmedy, maar kon dit niet waarmaken. De rivaliteit tussen de twee abdijen werd in 980 door Keizer Otto II in het voordeel van Stavelot beslist.
De eerste abt was Remaclus en een belangrijke opvolger was bisschop Agilulf van Keulen. Later werd de zetel vaak door leken bezet, met name door de hertogen van Lotharingen. Abt Odilo (937-954) maakte hier een eind aan.
De bloeitijd van Stavelot was de periode van de 10e tot de 12e eeuw. Abt Poppo (1020-1048) was een hervormer in de traditie van de Abdij van Cluny. Hij kreeg de leiding over 17 andere abdijen, waaronder Abdij van Echternach en Sankt Gallen. Abt Wibald (1130-1158) was diplomaat in dienst van de keizers en opdrachtgever van talrijke kunstwerken. Hij werd ook abt van de Abdij van Corvey. Zijn brieven behoren tot de belangrijkste bronnen voor de geschiedenis van de tweede kruistocht.
Na de dood van abt Wibald in 1158 werd Stavelot-Malmedy een rijksvorstendom. Het gebied omvatte de kloosters en steden Stavelot en Malmedy en het graafschap Logne. Binnen het Heilige Roomse Rijk behoorde de prins-abt tot de vorsten en bezat de prins-abt alle rechten van een Duitse vorst. De abt van de rijksabdij had zetel en stem in de rijksvorstenraad van de Rijksdag van het Heilige Roomse Rijk. Het abdijvorstendom Stavelot-Malmedy maakte deel uit van de Nederrijns-Westfaalse Kreits.
Na een periode van neergang kwamen er vanaf 1438 nieuwe hervormingen. Door de onafhankelijkheidsstrijd in de Nederlanden en de Reformatie werd ook de rijksabdij Stavelot-Malmedy bedreigd. Om de eigen positie te versterken werden sinds de 16e eeuw regelmatig belangrijke vorsten tot abt gekozen, die dan in personele unie over het abdijvorstendom regeerden. Zo werden onder andere in 1580 Ernst van Beieren en in 1612 Ferdinand van Beieren gekozen, die tegelijk keurvorst van Keulen waren.
De monniken en de laatste abt van Stavelot-Malmedy vluchtten in 1792 voor de Franse troepen. Het gebied werd bezet en per 1 oktober 1795 door Frankrijk geannexeerd en opgenomen in het departement Ourthe. Een jaar later werden de abdijen opgeheven, de kerk van de abdij van Stavelot werd gesloopt, er resteert alleen nog een toren.
Na de val van Napoleon werd het gebied op het Congres van Wenen van 1815 verdeeld, zodanig dat Malmedy bij Pruisen kwam en Stavelot aan het Koninkrijk der Nederlanden. Bij het Verdrag van Versailles van 1919 kwam Malmedy bij België, waar het dan alsnog toegevoegd werd aan de provincie Luik.

## Bezittingen

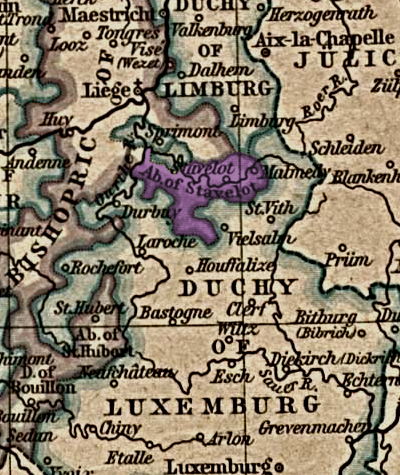
Gebied van het abdijvorstendom Stavelot-Malmedy in de 16e eeuw

Het gebied van Stavelot-Malmedy was ca. 600 km² groot en was verdeeld in de volgende drie administratieve districten:
- De postellerie Malmedy, bestaande uit de stad Malmedy en de banne Waimes en de banne Francorchamps.
- De postellerie Stavelot, bestaande uit veertien dorpen
- Het graafschap Logne, verdeeld in vier kwartieren: Hamoir met zeven dorpen, Ocquier met zes dorpen, Comblain met vijf dorpen en Louveigné met twee dorpen. Daarnaast waren er zes dorpen als exclaves, alsmede de heerlijkheden van Anthisnes en Vien. Deze twee heerlijkheden werden in 1768 met Luik geruild tegen Chooz, Sclessin en Ougrée.

Elk van deze drie districten had zijn eigen "provinciale" staten en zijn eigen rechtbank. Beroep was mogelijk op de raad van de vorst-abt. Als hoogste beroepsinstantie fungeerde het Rijkskamergerecht.